# Kuwiran
Kuwiran is een bestuurslaag in het regentschap Boyolali van de provincie Midden-Java, Indonesië. Kuwiran telt 3743 inwoners (volkstelling 2010).